# Kleinkastell Hainhaus
Das Kleinkastell Hainhaus war ein römisches Grenzkastell an der Wetteraulinie des Obergermanischen Limes, der seit 2005 den Status eines UNESCO-Weltkulturerbes besitzt. Das frühere Auxiliarkastell befindet sich im Gebiet der Stadt Pohlheim im hessischen Landkreis Gießen, nördlich des Pohlheimer Stadtteils Grüningen.

## Historische Hintergründe
Schon zu Beginn der römischen Versuche, die germanischen Gebiete jenseits des Rheins zu okkupieren, befand sich die Wetterau in einer exponierten Position. Während der Feldzüge des Drusus (12 bis 9 v. Chr.) war sie das Aufmarschgebiet für den Vorstoß gegen die Chatten, der im Jahre 10 v. Chr. vom Legionslager Mogontiacum aus seinen Anfang nahm. In tiberischer Zeit wurden mit der Abberufung des Germanicus im Jahre 16 n. Chr. die Expansionsbestrebungen jedoch zunächst eingestellt und die militärischen Anlagen aufgelassen. Für die nächsten Jahrzehnte bildete der Rhein wieder die Grenze zwischen dem Imperium Romanum und den germanischen Stammesgebieten.
Erst unter Vespasian (69–79) wurde die Region wieder römisch besetzt und mit einem Netz aus Kastellen und Straßenverbindungen überzogen, zur Sicherung der fruchtbaren Wetterau selbst sowie des Maintals. Nach dem Abschluss der Chattenkriege (83–85) Domitians begann schließlich der Ausbau des Limes, dessen Bestandteil das Kleinkastell „Holzheimer Unterwald“ war. Zunächst nur aus einfachen, in den Wald geschlagenen Schneisen bestehend, wurde er seit der trajanischen Zeit zunehmend ausgebaut und verstärkt.
In der zweiten Hälfte des zweiten nachchristlichen Jahrhunderts entstand zunehmend germanischer Druck auf die Grenzen des Imperiums. Dies machte sich auch in der Wetterau bemerkbar, sowohl in Form kleinerer Raubzüge als auch schwerer militärischer Vorstöße, in deren Verlauf der Limes wiederholt überwunden wurde. Im Anschluss an die letzten größeren germanische Angriffe 259/260 räumten die Römer schließlich das rechtsrheinische Gebiet und mit ihm die Limeskastelle.

## Lage

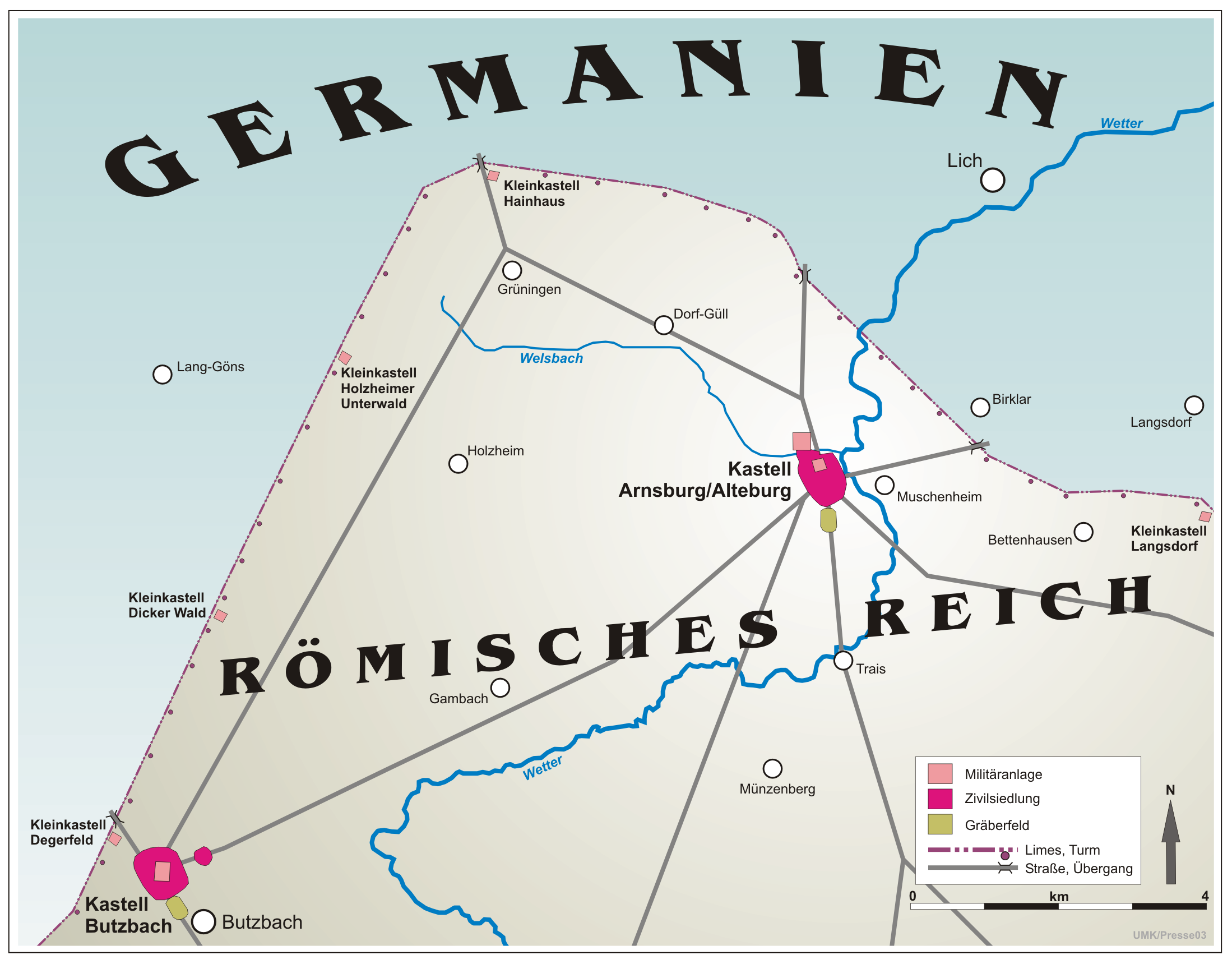
Kastell im Limesverlauf

Die kleine Fortifikation befindet sich unweit des Limeswachturms Wp 4/49. Die Umrisse des Kleinkastells Hainhaus sind nur noch als Bewuchsmerkmale nahe dem Aussiedlerhof "Limeshof" sichtbar. Der Pfahlgraben ist hier für etwa einen Kilometer aufgrund des Ackerbaus nicht mehr erhalten.
An dieser Stelle befindet der nördlichste Punkt des Wetteraulimes.

## Limesverlauf zwischen den Kleinkastellen Holzheimer Unterwald und Hainhaus

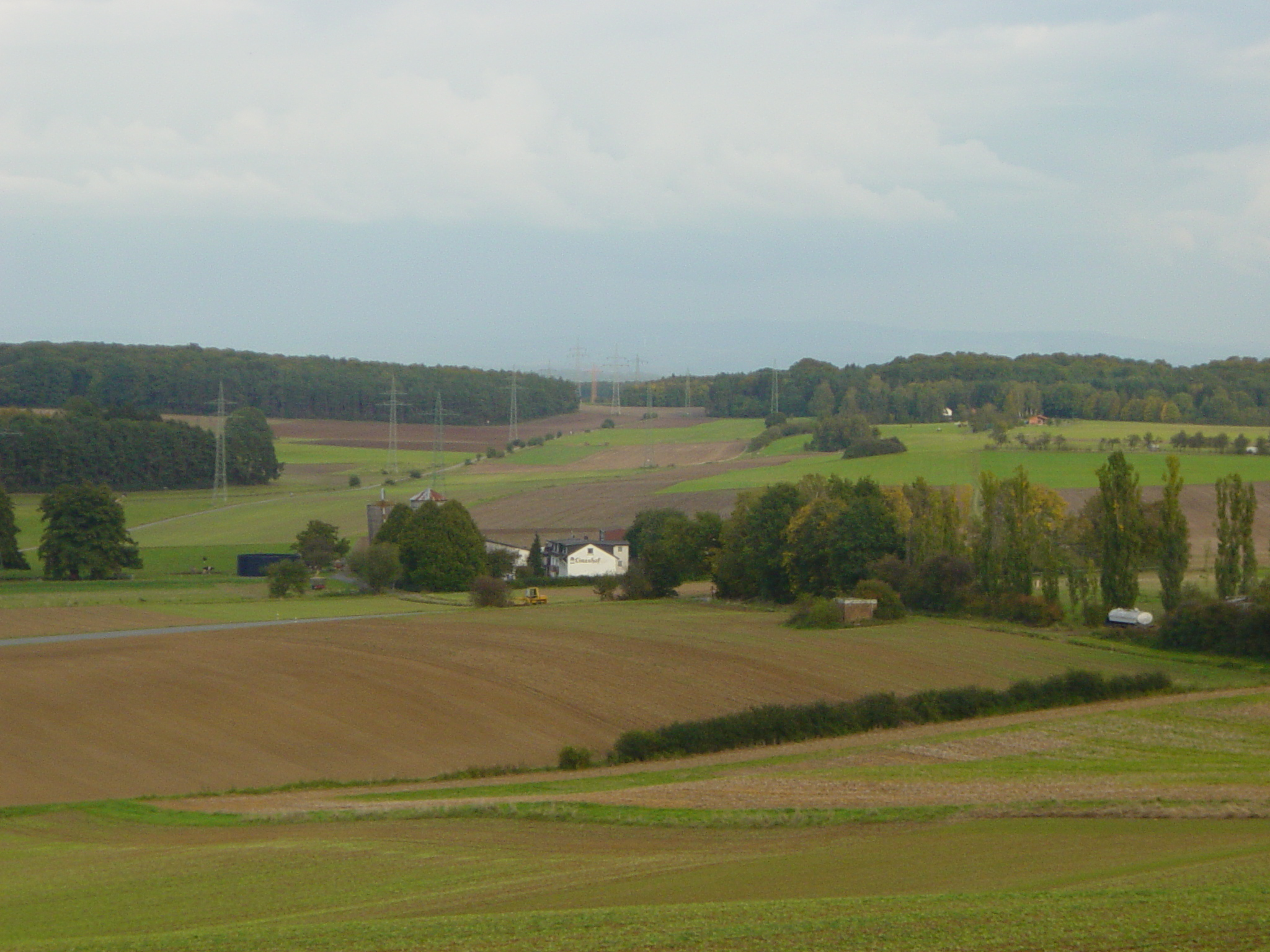
Blick auf den Limeshof

In seinem Verlauf vom Kleinkastell Holzheimer Unterwald zum Kleinkastell Hainhaus behält der Limes bis zum Wachturm Wp 4/49 die schnurgerade Ausrichtung bei, die er beim Wp 4/37 im Raum Butzbach aufgenommen hat und die über eine Strecke von 8,5 km keinerlei Rücksicht auf irgendwelche topographische Gegebenheiten nimmt. Erst hinter dem Wp 4/49 knickt er scharf nach Ostnordost ab und zieht in einem schwachen Bogen auf das Kleinkastell Hainhaus zu, das er schließlich völlig nach Osten hin ausgerichtet erreicht.
Nach dem Kleinkastell Holzheimer Unterwald ist der Pfahlgraben auf dem nächsten halben Kilometer noch sehr gut im bewaldeten Gelände erhalten. Dort, wo er dann im Bereich des vermuteten Wachturms Wp 4/47 ins offene Ackerland übergeht, wird er flacher, ist aber immer noch als Geländemarke in der Art eines Feldrains wahrnehmbar. Von den Türmen sind jedoch bis zum rekonstruierten Wp 4/49 nur schwache Bodenverformungen zu sehen. Nach dem Überqueren der Landesstraße 3132 (von Grüningen nach Watzenborn-Steinberg) verlieren sich seine Spuren im Gelände.
| ORL                                                                                      | Name/Ort                          | Beschreibung/Zustand | |
| ---------------------------------------------------------------------------------------- | --------------------------------- | --- | --- |
| KK                                                                                       | Kleinkastell Holzheimer Unterwald | siehe Hauptartikel Kleinkastell Holzheimer Unterwald | |
| Wp 4/47                                                                                  |                                   | Flacher Hügel, durch die RLK nicht ergraben aber aufgrund der Fundhäufung an dieser Stelle lokalisiert. 2005 erfolgte durch geophysikalische Prospektion der Nachweis eines quadratischen Steinturmfundamentes von ungefähr fünf Metern Seitenlänge. Eine dabei festgestellte, den Steinturm kreisförmig umgebende Struktur kann als Drainagegraben interpretiert werden. Eine weitere Anomalie könnte möglicherweise ein Hinweis auf einen älteren Holzturm oder ein Nebengebäude sein. | |
| Wp 4/48                                                                                  |                                   | Nicht sichtbare Turmstelle eines Steinturms ungewöhnlichen Zuschnitts. Um einen inneren Rundturm mit einem Außendurchmesser von 5,70 m legt sich ein „hufeisenförmiges“ Gebäude mit den Abmessungen 10,75 m mal 10,30 m. Der Gesamtbefund ist ungeklärt, möglicherweise liegt eine mittelalterliche Zweitbebauung in Form einer Warte vor. Es kann aber auch vor dem Hintergrund der noch nicht ausgereiften Ausgrabungstechnik der Zeit und des ungeheuren Tempos, in dem die Reichs-Limeskommission ihre Untersuchungen betrieb, nicht ausgeschlossen werden, dass der gesamte Befund von Kofler dadurch fehlinterpretiert worden ist, dass er Mauerabsturz für richtiges Mauerwerk gehalten und entsprechend falsch dokumentiert hat. Die geophysikalische Untersuchung von 2005 erbrachte keine eindeutigen Ergebnisse. | |
| Wp 4/48a                                                                                 |                                   | Zwei etwa 35 m voneinander entfernt liegende Hügel, bei denen 1896 von der RLK ein erhöhtes Fundaufkommen festgestellt und ein Turm lokalisiert, aber nicht ergraben und dokumentiert worden war. Die Prospektion von 2005 bestätigte die Existenz eines Steinturms und wies darüber hinaus auf eine mögliche ältere Holzturmstelle hin. | |
| Wp 4/49                                                                                  | „Auf dem Sandberg“                | Fehlerhafte (nach dem Kenntnisstand von 1967 erbaute) Rekonstruktion eines Steinturms, ein wenig südwestlich der authentischen Turmstelle. Die Turmstelle ist als flacher, rund 1,50 m hoher und 18,90 m durchmessender Hügel deutlich im Gelände wahrnehmbar. Hier war von der Reichs-Limeskommission 15 m hinter dem Scheitel des Limeswalls ein quadratischer Steinturm mit einer Seitenlänge von 5,90 m festgestellt worden. Die Stärke der Mauern betrug 90 cm. | |
| KK                                                                                       | Kleinkastell Hainhaus             | siehe oben | |
| Wp 4/49 von Nordwest, mit rekonstruiertem Palisadenstück, Wall und Graben im Vordergrund | Wp 4/49 von West                  | Wp 4/49 von Südwest, mit rekonstruiertem Limesabschnitt; im Hintergrund der „Barbarenstein“ (siehe weiter unten) | WP 4/49 von West, Eigentliche Turmstelle, Hügel mit Steinturmfundament, nordöstlich des rekonstruierten Turms |

## Denkmalschutz
Das Kleinkastell und die umliegenden Limesanlagen sind als Abschnitt des Obergermanisch-Raetischen Limes seit 2005 Teil des UNESCO-Welterbes. Außerdem sind sie Bodendenkmale nach dem Hessischen Denkmalschutzgesetz. Nachforschungen und gezieltes Sammeln von Funden sind genehmigungspflichtig, Zufallsfunde an die Denkmalbehörden zu melden.